# Station Górzyniec
Station Górzyniec is een spoorwegstation in de Poolse plaats Górzyniec.